# Fokker D.XXIII
Le Fokker D.XXIII était un prototype d'avion de chasse bimoteur hollandais de la Seconde Guerre mondiale.

## Conception et essais
Le D.XXIII a été mis au point par l'ingénieur aéronautique Marius Beeling en 1939. Dès son apparition, il suscite un vif intérêt à l'étranger, due entre autres à sa configuration peu orthodoxe : avion bipoutre avec deux moteurs disposés dans l'alignement du cockpit, l'un en propulsion, l'autre en traction (configuration Push-pull). La conception du D.XXIII était typique de la méthode Fokker : nacelle centrale en structure tubulaire acier et ailes en structure bois. Bien qu'une structure entièrement métallique ait été prévue, le choix du bois fut motivé pour accélérer le programme d'essais. Le prototype propulsé par ses deux moteurs Walter Sagitta I-SR de 528 ch vola pour la première fois le 30 mai 1939. Plusieurs problèmes furent mis en lumière : refroidissement insuffisant du moteur arrière, faiblesse mécanique du Sagitta, mauvais fonctionnement du mécanisme de variation du pas des hélices, et problème d'évacuation d'urgence du pilote à cause de la position du deuxième moteur.
À la suite de ces nombreux problèmes, ce programme innovant fut stoppé après seulement 4 heures d'essais pour permettre à Fokker de se concentrer sur ses contrats en attente pour l'exportation. L'unique prototype fut détruit dans un bombardement allemand lors de l'attaque de Schiphol, aux Pays-Bas (Voir : Bataille des Pays-Bas).

## Avions comparables
- Dornier Do 335
- Saab J-21
- Lockheed P-38 Lightning